# Ранохришћанска архитектура
Ранохришћанска архитектура и уопште хришћанска уметност, односно ни један од њених објекта, није старији од 200-те године. Пре цара Константина Рим није био светиште хршћана и хришћанство у почетку није имало никаквих верских грађевина.

## Историја раног хришћанства
До тада се радило о променама у оквиру једног истог схватања међутим сада се ради о промени самог тог схватања. У време појављивања хришћанства ковитлао се ту зачарани круг који је разорно деловао као точак који се не може зауставити. Роб је био потпуно незаинтересован за рад. У време инванзије варварских племена римска велика држава се распала. Формира се феудални систем када је кмет имао више слобода. Од 5. века па све до 10. века века траје доба натуралне привреде; произведе се – потроши се све! Непостоје резерве и вишкови. Основне идеје које је донело хришћанство су биле опасне и стране робовласничком друштву. Скупови хришћана су у прво време били тајни, они су били прогањани и скривали су се и организовали у катакомбама. Хришћанство је имало извесних мањкавости- економско изједначавање се врши у производњи али не и у потрошњи, у расподели рад није имао удела. Други негативни моменат јесте што је та идеологија била пренета на религиозну основу. Хришћанство је почело да стагнира- веровати значи прихватити догме, и доказати догме али никако их не оповргавати.
Искључивањем рационалне контроле хришћанство је отишло ка схоластичком учењу- ово је крајње супротно са светом античким где су се развијала различита па и супротна мишљења. Бог је далеко и није тако близу као код Грка- хришћанство јесте крајње песимистичко. Приближити се Богу може се само одрицањима у овоме свету. Хришћанство је дуалистичка идеологија У Античком свету постоји израз за добро и лепо уједно. Људска фигура је постала центар пажње у грчком свету. Све што постоји међу људима постоји и међу Боговима. На метопама не разликујемо Богове од људи и само неки од атрибута нам указују на то.
Ранохришћанска уметност заправо је започела у катакомбама. Хришћани, којима је вера била забрањена, сакривали су се у подземљу римских катакомби, где су спојили своје потребе проповиедања нове вере и сахрањивања мртвих у гробнице и светишта. Катакомбе су се састојале од тесних ходника у чије су се зидове усецале нише, у које су се смештали остаци тела, а затварале се каменим плочама. Првобитно су катакомбе имале и надземни део у виду дворишта са тремом, собе за заједничку исхрану, али са појачаним прогоном хршћанства у 3. веку катакомбе су остале без надземних делова. 
Скулптуре и слике које су очуване у катакомбама рађене су у манири грчко-римских митолошких приказа.

## Сакрална архитектура раних хришћана
Постепено се хришћанство издвојило из бројних источњачких култова, који су истовремено постојали у Риму, и наметнуло се као доминантна религија. Године 313. цар Константин је објавио хришћанство као признату религију у царству , а 346. године, након едикта о потпуном укидању поганства Црква постаје све моћнија. 
Хришћани заувек напуштају катакомбе и почињу градити цркве које се базирају на римским и грчким базиликама. Хришћани нису хтели да употребљавају паганске грађевине за своје молитве и градити сличне па су због тога прилагодили облике базилике за своје потребе. Оваква базилика добија цео ред карактеристичних елемената.

### Хришћанска базилика
Пре цара Константина било је мањих сакралних простора- одаја у приватним кућама код богатих хришћана у кругу катакомби или испод земље најразличитијих облика. После победе Константина над Максенцијем он је одмах почео да гради хришћанску велику цркву са пет стаза (које су у средњем веку названи бродовима) и трансептом као простор базилике организован је према захтеву да се на једном месту скупи много људи и да се њихово кретање усмери према олтару, који је смештен испред апсиде. Дакле, задржани су издужени главни и бочни бродови, дрвена конструкција крова, а велики простор је ритмизиран ступовима и луковима. Основи базилике се додаје трансепт. Упркос пожарима и преграђивању још увек се може реконструисати пратип петобродне константинове царске базилике једине грађевине хришћанског раног раздобља у новонасталом облику да би тумачила просторне и архитектонске односе ранохришћанских здања. Ако следимо траг уништених структура оваквих грађевина можемо запазити разлике од римског храма. Ова грађевина настала је као синтеза дворане за скупове, храма и приватне куће. Она има изворе и у царским паганским базиликама које су грађене пре више од сто година али оне имају улазе са бочне стране док је хришћанска базилика подужно оријентисана и у њу се улази преко дворишта које има атријум са перистилом. Ова паганска базилика је јединствено погодан модел за цркве Константиновог времена јер је у њој била сједињена просторна унутрашњост коју је захтевао хришћански ритуал и асоцијације које су изражавале привилеговани положај хришћанства као нове државне вере. Она је била нешто више од дворане за скупове и представљала је свети дом Бога и настављала је на некадашње храмове Римског царства. То је унутрашњи простор који одређује његов спољашњи склоп.Ступови су смештени искључиво у унурташњости објекта. Не зна се дали су такове грађевине биле споља и како су биле украшене но дозвољавамо да су биле украшене мозаицима и скромнијим пластичним украсима. Средњи брод и трансепт су исте величине и оба се налазе под двоводним кровом. Бочни бродови су под једноводним крововима. Непосредно изнад овог крова су постављени округли прозори који уводе осветљење у унутрашњост објекта. Целокупни простор и објекат више личи на царску салу него на пагански храм. Трансепт је битан део константинових грађевина и може да буде и обитавалиште неког мученика. Он се налази између статичног неба апсиде и светог земаљског пута верника који је оличен наосом. Кроз западне портале верници се крећу кроз одаје које се редају кроз пет бродова, до тријумфалног лука (између подужног и попречног простора) и да би се тамо поклонио Христу и своме епископу. У новом монархијском уређењу цар је заманик Христов на земљи.
Иако се свим трима великим и раскошним Константиновим базиликама изгубио траг постепено се и увек реконструишу детаљи који се односе на декорације и архитектонско сликарство.
Постоје и ретки примери цркава кружних основа које над језгром имају куполу, а уоколо куполе је прстенасти простор прекривен обличастим сводом („Sta Constanza“, Рим).
Нова архитектура с великим зидним површинама захтева нову сликарску декорацију те се бујно развија зидни мозаик. Обилато се користе коцкице од разнобојне стаклене пасте и позлата, тако да цела површина слике трепери. У 5. веку антички узори у приказивању су превладани и нпр. Христ (који је у почетку приказиван као митски голобради Орфеј или Хермес), добива нове атрибуте– Ореола, крста, свечану одећу, а мења се и начин приказивања.

## Види Још
- Романика
- Романска архитектура
- Рана хришћанска уметност
- Базилика